# Rio Batalha
Rio Batalha är ett vattendrag i Brasilien.   Det ligger i delstaten São Paulo, i den södra delen av landet, 700 km söder om huvudstaden Brasília.
Omgivningarna runt Rio Batalha är en mosaik av jordbruksmark och naturlig växtlighet. Runt Rio Batalha är det glesbefolkat, med 12 invånare per kvadratkilometer.